# إريك اسموسين
إريك اسموسين (بالدنماركية: Erik Asmussen)‏ هو مهندس معماري دنماركي، ولد في 2 نوفمبر 1913 في كوبنهاغن في الدنمارك، وتوفي في 29 أغسطس 1998 في Järna, Södertälje Municipality ‏ في السويد.